# West Windsor Township
Ne doit pas être confondu avec West Windsor (Vermont).
West Windsor Township est une ville du comté de Mercer au New Jersey.

## Géographie
La municipalité de West Windsor Township s'étend sur 26,27 milles carrés (68,04 km2), dont 0,71 milles carrés (1,84 km2) d'étendues d'eau.

## Histoire
West Windsor Township est créée en 1797-1798 lors de la scission du township de Windsor, qu'elle formait avec East Windsor Township. Elle doit son nom à la ville anglaise de Windsor. Le territoire municipal comprenait autrefois Princeton, municipalité indépendante depuis 1838.

## Démographie
La population de la ville s'élevait à 27 165 habitants en 2010. 

## Monuments

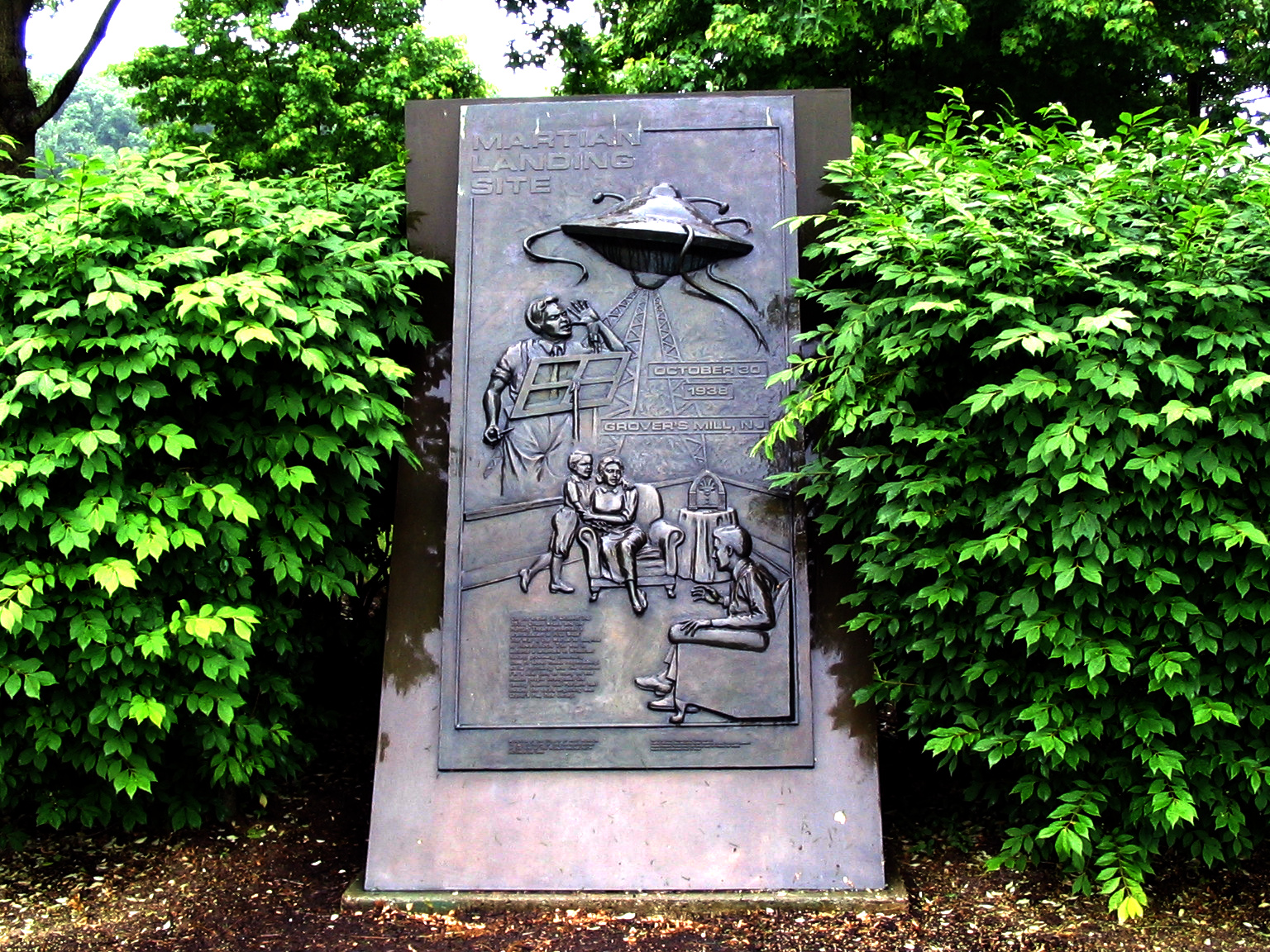
Statue commémorant l'« atterrissage ».

Dans l'adaptation radiophonique de La Guerre des mondes par Orson Welles en 1938, les extra-terrestres sont censés atterrir dans ce qui est maintenant West Windsor Township. Un monument commémoratif est érigé dans le parc de Grover's Mill (en).